# Florida (metropolitana di Barcellona)
Florida è una stazione della Linea1 della metropolitana di Barcellona.
La stazione è situata sotto la Avenida Catalunya di Hospitalet de Llobregat è stata inaugurata nel 1987.